# (20425) 1998 VD35
1998 في دي 35 (ويعرف أيضًا باسم (20425) 1998 في دي 35 وفق تسمية الكوكب الصغير) (بالإنجليزية: 1998 VD35)‏ هو كويكب ضمن حزام الكويكبات؛ وترتيبه 20425 من حيث الاكتشاف.
اكتُشف هذا الجُرم الفلكي بواسطة سبيس واتش في 15 نوفمبر 1998.

## وصلات خارجية
- (20425) 1998 VD35 في قاعدة بيانات مختبر الدفع النفاث لأجرام النظام الشمسي الصغيرة

- الاكتشاف · مخطط المدار ·  العناصر المدارية · المعلمات المادية

- (20425) 1998 VD35 على موقع ويكي سكاي: DSS2, SDSS, GALEX, IRAS, Hydrogen α, X-Ray, Astrophoto, Sky Map, Articles and images